# Brener Antunes das Chagas
Brener Antunes das Chagas, ou simplesmente Brener (Itaboraí, 27 de novembro de 1975) é um ex-futebolista brasileiro. Revelado pelo Vasco da Gama, atuou pelo "Gigante da Colina" entre 1995 e 1998.

## Carreira
Destaque nos juniores do Vasco, Brener tinha como características a velocidade e habilidade no ataque. Promovido ao time principal aos 19 anos, conseguiu uma boa participação na Copa São Paulo de Juniores de 1996. Em 1995 participou de trinta partidas, e uma curiosidade é que era considerado "jogador de segundo tempo", mas ainda era aclamado pelos torcedores do Vasco, que terminaria o Campeonato Brasileiro daquele ano na 20º posição - a pior da história do clube antes do rebaixamento em 2008.
Uma lesão no púbis prejudicou o rendimento do jovem atacante, que ainda assim fez parte dos elencos campeões do Campeonato Brasileiro de 1997, do Campeonato Carioca de 1998 e da Libertadores do mesmo ano. A partir de sua negociação no final de 1998, Brener não repetiria em outros times o desempenho na época em que atuava pelo Vasco.
Após passagens por Uralan Elista (Rússia), Treze e Inter de Limeira, Brener quase acertou contrato com o Flamengo, que chegou a fazer uma proposta de três meses a ele, que optou em assinar com o Guarani por seis meses. Segundo Brener, o não-acerto com o Flamengo é o maior erro de toda sua carreira.
Jogaria novamente pela Inter de Limeira no primeiro semestre de 2004, tendo ainda representado União Barbarense, Macaé e Casimiro de Abreu, sem sucesso em nenhum dos três clubes.
Depois de se aventurar no Shahzan Muda (time da Segunda Divisão malaia) em 2008, Brener retornaria ao Brasil no ano seguinte para defender o Ríver, última equipe de sua carreira. Sem esperanças de encontrar outro time para seguir jogando, o atacante decidiu pendurar as chuteiras aos 33 anos.